# Khuyến lâm
Khuyến lâm (forestry extention) là một quá trình chuyển giao kiến thức, đào tạo kỹ năng và những điều kiện vật chất cần thiết cho nông dân để họ có đủ khả năng quản lý và bảo vệ được nguồn tài nguyên rừng tại cộng đồng.

## Mục tiêu
Làm thay đổi cách đánh giá, cách nhận thức của nông dân trước những khó khăn trong cuộc sống, giúp họ có cái nhìn thực tế và lạc quan hơn đối với mọi vấn đề trong cuộc sống để họ tự quyết định biện pháp vượt qua những khó khăn. Nâng cao chất lượng cuộc sống ở nông thôn, miền núi. Bảo tồn được các nguồn tài nguyên thiên nhiên và môi trường.

## Các hoạt động
- Chia sẻ kiến thức bản địa với các tiến bộ kỹ thuật
- Thúc đẩy sự kết nối và chia sẻ giữa các cá nhân và cộng đồng.
- Thúc đẩy việc xây dựng năng lực của các cá nhân và các nhóm thông qua sự giáo dục bán chính thức.
- Thúc đẩy sự phát triển các tổ chức phục vụ cho việc quản lý có hiệu quả nguồn tài nguyên đất, rừng và tiếp cận thị trường.
- Kết nối việc lập kế hoạch, thực thi, theo dõi và đánh giá của các cộng đồng nhằm vào hoạt động độc lập của họ.
- Giải quyết các vấn đề và quản lý các mâu thuẫn để đi đến việc thống nhất các quyết định. Có các phương pháp khuyến lâm thích hợp cho mỗi tình trạng và nhóm sở thích.

## Nguyên tắc
- Xuất phát từ nhu cầu của nông dân và yêu cầu phát triển nông thôn.
- Bảo đảm là cầu nối và thông tin hai chiều giữa người làm công tác khuyến lâm, nhà quản lý, nhà khoa học với nông dân và nông dân với nông dân.
- Dân chủ, công khai, có sự tham gia tự nguyện của nông dân, hỗ trợ và hướng dẫn dân làm, không làm thay dân.
- Xã hội hóa công tác khuyến lâm, hoạt động khuyến lâm phải phối hợp với các chương trình, dự án và hoạt động phát triển lâm nghiệp, nông nghiệp và nông thôn khác.

## Khuyến lâm ở Việt Nam

### Mạng lưới khuyến lâm các cấp

#### Trung ương
- Thời phong kiến và thuộc Pháp, chủ yếu là các tù trưởng địa phương và các lý trưởng quản lý tài nguyên lâm sản.
- Từ năm 1945 đến trước năm 1993, công tác khuyến lâm nằm dưới sự chỉ đạo của Cục lâm nghiệp.
- Năm 1993, bộ phận khuyến lâm nằm trong vụ lâm sinh thuộc bộ lâm nghiệp.
- Tháng 11 năm 1995, bộ nông nghiệp và phát triển nông thôn được thành lập trên cơ sở cơ cấu từ 3 bộ: bộ lâm nghiệp, bộ thủy lợi, bộ nông nghiệp và công nghiệp thực phẩm. Cục khuyến nông và khuyến lâm đảm nhận nhiệm vụ quản lý công tác khuyến lâm.
- Ngày 18/7/2003 thực hiện nghị định 86/2003/ND, cơ cấu tổ chức cục khuyến nông và khuyến lâm thành trung tâm khuyến nông khuyến lâm quốc gia, chịu sự quản lý về công tác khuyến lâm của cục lâm nghiệp.

#### Cấp tỉnh
- Trước năm 1995, đa số các tỉnh đảm nhiệm công tác khuyến lâm là của trung tâm khuyến nông và khuyến lâm. Chỉ có một số tỉnh làm tốt công tác khuyến lâm đã tách độc lập thành trung tâm khuyến lâm tỉnh: Thanh Hóa, Hòa Bình, Bắc Ninh.
- Sau năm 1995, đa số các tỉnh thì đều hành công tác khuyến lâm là của trung tâm khuyến nông tỉnh. Chỉ có một số tỉnh là thành lập trung tâm khuyến nông và khuyến lâm tỉnh như: Thanh Hóa, Bắc Giang, Hòa Bình. Một số tỉnh thì lại thành lập trung tâm khoa học kỹ thuật và khuyến nông tỉnh như: Nghệ An, Quảng Ngãi, Thành phố Hồ Chí Minh.
- Cán bộ khuyến lâm cấp tỉnh phải có trình độ đại học trở lên, và chủ yếu phải được đào tạo tại các trường đầu ngành. Ở Việt nam cán bộ khuyến lâm cấp tỉnh chủ yếu đào tạo từ ĐH Lâm nghiệp Xuân mai, một số cũng có thể từ các khoa lâm sinh của các trường ĐH Nông Lâm theo vùng (ĐH Tây Bắc, ĐH Tây Nguyên, ĐH Nông Lâm Thái Nguyên, ĐH Nông Lâm Huế, ĐH Nông Lâm Thành phố Hồ chí Minh).

#### Cấp huyện
Duy trì hoạt động khuyến lâm bởi các trạm khuyến nông khuyến lâm.

#### Cấp cơ sở
- Tổ chức ở cấp cơ sở (các xã hoặc cụm xã) là mạng lưới khuyến nông khuyến lâm viên.
- Ngoài ra hoạt động khuyến lâm còn có sự tham gia của các đoàn thể như: Hội phụ nữ, hội nông dân, Đoàn thanh niên,...
- Một số địa phương có hình thức CLB khuyến nông khuyến lâm, CLB nông dân làm giàu,... cũng tham ra rất tích cực vào công tác khuyến lâm

### Mục tiêu
- Hỗ trợ nông dân, chủ trang trại, xã viên hợp tác xã, tổ hợp tác trong các nông lâm trường nắm vững chủ trương, chính sách, nâng cao kiến thức và kỹ năng về khoa học kỹ thuật, quản lý, kinh doanh và phát triển sản xuất nông lâm nghiệp.
- Góp phần thúc đẩy chuyển dịch cơ cấu nông nghiệp và kinh tế nông thôn, tạo việc làm, tăng thu nhập, đẩy nhanh quá trình công nghiệp hóa, hiện đại hóa nông nghiệp và nông thôn theo hướng bền vững.

### Khuôn khổ pháp lý
Chính sách khuyến lâm của chính phủ Việt Nam được phản ánh trong Nghị định số 13/CP ngày 02/03/1993 về Quy định công tác khuyến nông khuyến lâm và Thông tư liên bộ số 02/LB-TT ngày 02/08/1993 về hướng dẫn thi hành Nghị định 13/CP.